# Lucheng (socken i Kina, Shandong)
Lucheng (kinesiska: 鲁城乡, 鲁城) är en socken i Kina. Den ligger i provinsen Shandong, i den östra delen av landet, omkring 210 kilometer söder om provinshuvudstaden Jinan.
Genomsnittlig årsnederbörd är 925 millimeter. Den regnigaste månaden är juli, med i genomsnitt 251 mm nederbörd, och den torraste är januari, med 9 mm nederbörd.